# Ерофеев, Владимир Алексеевич
Влади́мир Алексее́вич Ерофе́ев (1 апреля 1898, Москва — 14 июля 1940, Чох, Дагестан) — советский режиссёр-документалист, критик.

## Биография
Член ВКП(б) с апреля 1917 года. С 1918 года был военным корреспондентом РОСТА, с 1922 года работал в кинопрессе.
В 1923—1924 годах вместе с критиком Николаем Лебедевым был организатором и ответственным редактором «Кино-газеты». В 1924 году стал одним из инициаторов образования Ассоциации революционной кинематографии (АРК) и её активным деятелем, избирался заместителем первого секретаря АРК (1925).  Прославился как непримиримый оппонент Дзиги Вертова. Заместитель председателя правления «Кино-Издательства РСФСР». Член бюро киносекции Центрального дома РАБИС (1924).
В 1925—1926 годах работал представителем Госкино при советском торгпредстве в Берлине, получив возможность изучить германское кинопроизводство. В 1926 году выпустил небольшую, но обстоятельную книгу «Кино-индустрия Германии».
С 1927 года — режиссёр Ленинградской кинофабрики «Совкино», Московской кинофабрики «Культурфильм». Дебютировал фильмом «За Полярным кругом», который смонтировал из съёмок, сделанных оператором Фёдором Бремером в 1913 году во время путешествия на пароходе «Колыма». Летом 1927 года отправился в научно-кинематографическую экспедицию на Памир, в ходе которой снял свой первый самостоятельный фильм «Крыша мира». В 1928 году во время экспедиции в Афганистан снял фильм «Сердце Азии», который вышел на экраны в феврале 1929 года и был раскритикован за зрелищность и отсутствие идеологического «накала».
В августе 1929 года постановлением Политбюро ЦК ВКП(б) вместе с беспартийными режиссёрами Сергеем Эйзенштейном и Александром Довженко включён в состав совестской делегации на Международном конгрессе независимой кинематографии в Лозанне.
С 1930 года — режиссёр «Востоккино» (с 1932 года — «Востокфильм»).
В 1935—1940 годах — режиссёр студии «Союзкинохроника» (Московской студии кинохроники).
В 1935—1937 годах смонтировал несколько выпусков «Союзкиножурнала» и спецвыпусков «К событиям в Испании».
Автор ряда статей, в которых теоретически обосновал суть документального кино.
Умер 14 июля 1940 года в ауле Чох в Дагестане, где находился в киноэкспедиции.

## Фильмография
- 1927 — За Полярным кругом (реж. и автор сценария совм. с В. Поповой)
- 1928 — Крыша мира (Памир) (фильм об экспедиции на Памир)
- 1928 — Поход советской эскадры в Стамбул (Константинополь)
- 1929 — Сердце Азии (Афганистан); реж.-оператор совм. с В.Н. Беляевым; автор сценария
- 1930 — К счастливой гавани
- 1930 — Олимпиада искусств народов СССР
- 1931 — Далеко в Азии
- 1935 — Страна льва и солнца (Персия)
- 1937 — XX лет Октября. Военный парад и демонстрация трудящихся на Красной площади в Москве 7 ноября (совместно с Ф.И. Киселевым, А.А. Ованесовой, И.Ф. Сеткиной)
- 1937 — Великий праздник (фильм о праздновании в Москве ХХ-ой годовщины Великой Октябрьской Социалистической революции; совместно с Ф.И. Киселевым, А.А. Ованесовой)
- 1937 — Путь открыт (Химкинский речной вокзал. Пароходы идут по каналу Москва-Волга)
- 1937 — Сталинское племя (Физкультурный парад в Москве; совместно с И.М. Посельским, И.Ф. Сеткиной)
- 1938 — В Уссурийской тайге
- 1938 — Героический перелет (спец. выпуск Союзкиножурнала, посвященный встрече участников беспосадочного перлета Хабаровск — Москва на самолете «Москва»)
- 1938 — Люди моря
- 1939 — Героический Китай
- 1939 — С. М. Киров
- 1940 — Библиотека им. Ленина
- 1940 — Всесоюзная сельскохозяйственная выставка 1940 года (совместно с Н. Кармазинским)

## Галерея
- Роман Кармен и Владимир Ерофеев во время съёмок фильма «Далеко в Азии» (1931) Архивная копия от 22 июня 2019 на Wayback Machine / Госкаталог.РФ
- Участники автопробега — Роман Кармен, Владимир Ерофеев. Фильм: Москва—Каракум—Москва (1933) Архивная копия от 22 июня 2019 на Wayback Machine / Госкаталог.РФ
- Роман Кармен и Владимир Ерофеев (1933) Архивная копия от 22 июня 2019 на Wayback Machine Госкаталог.РФ